# Yaakov Fichman

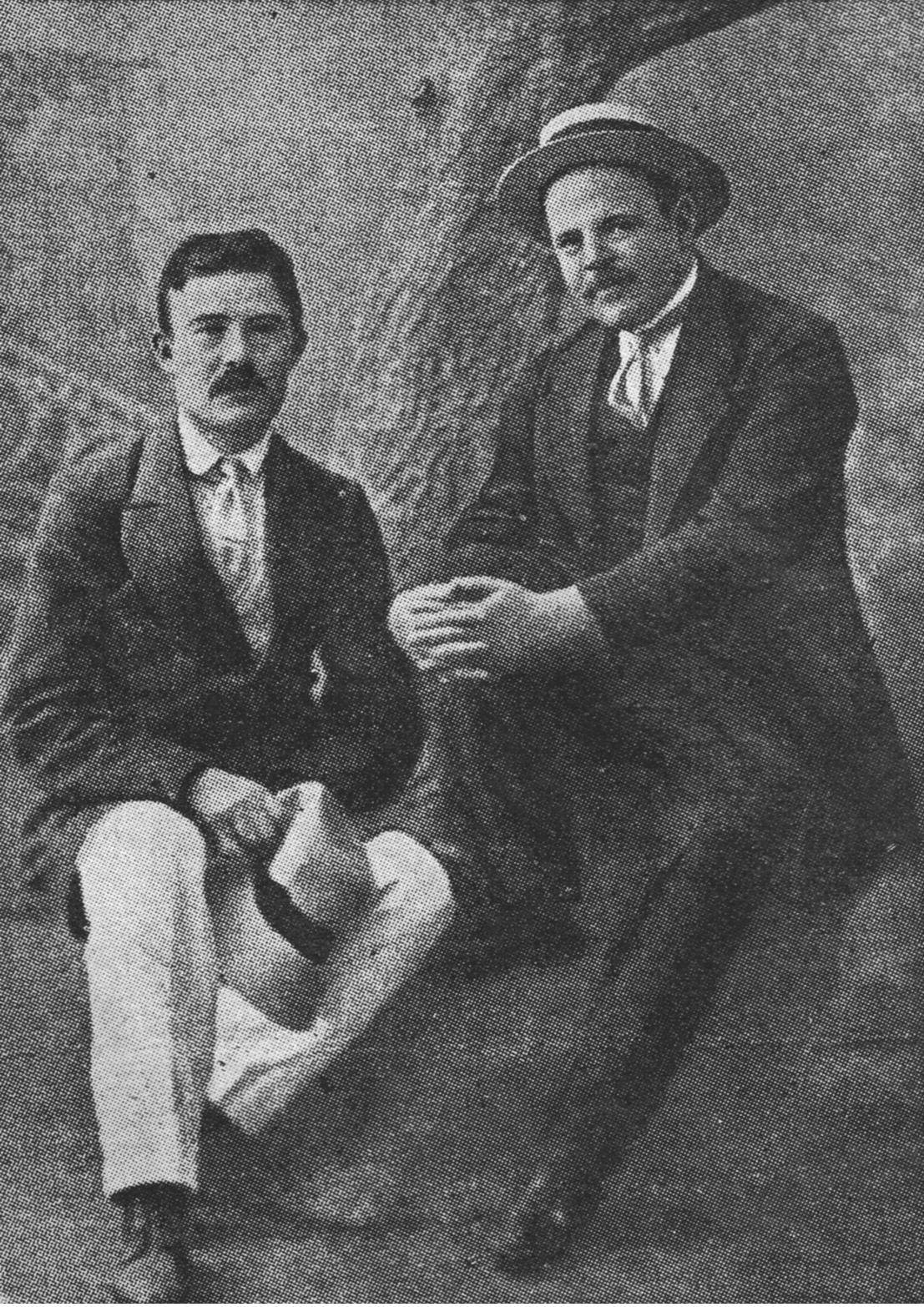
Fichman (izquierda) con Jaim Najman Bialik

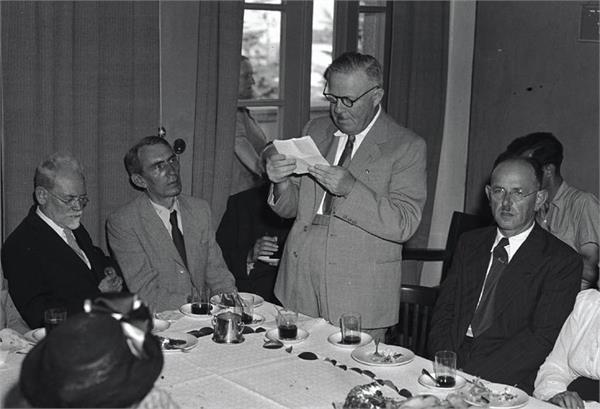
Yaakov Fichman recibiendo el Premio Ussishkin, 1947

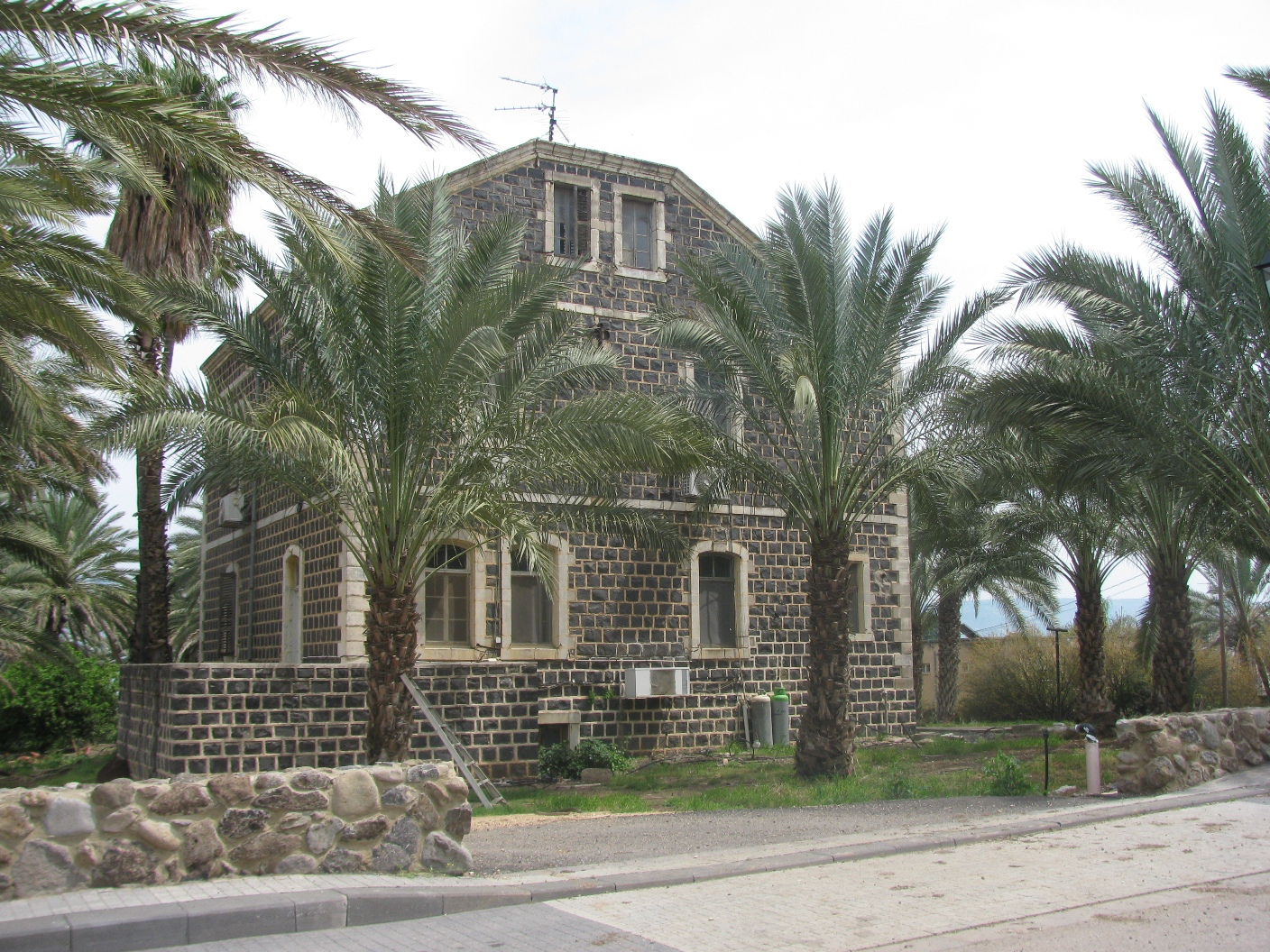
La casa Tridel en el Moshavá Kinneret inspiró a Fichman a escribir su canción 'Agada'

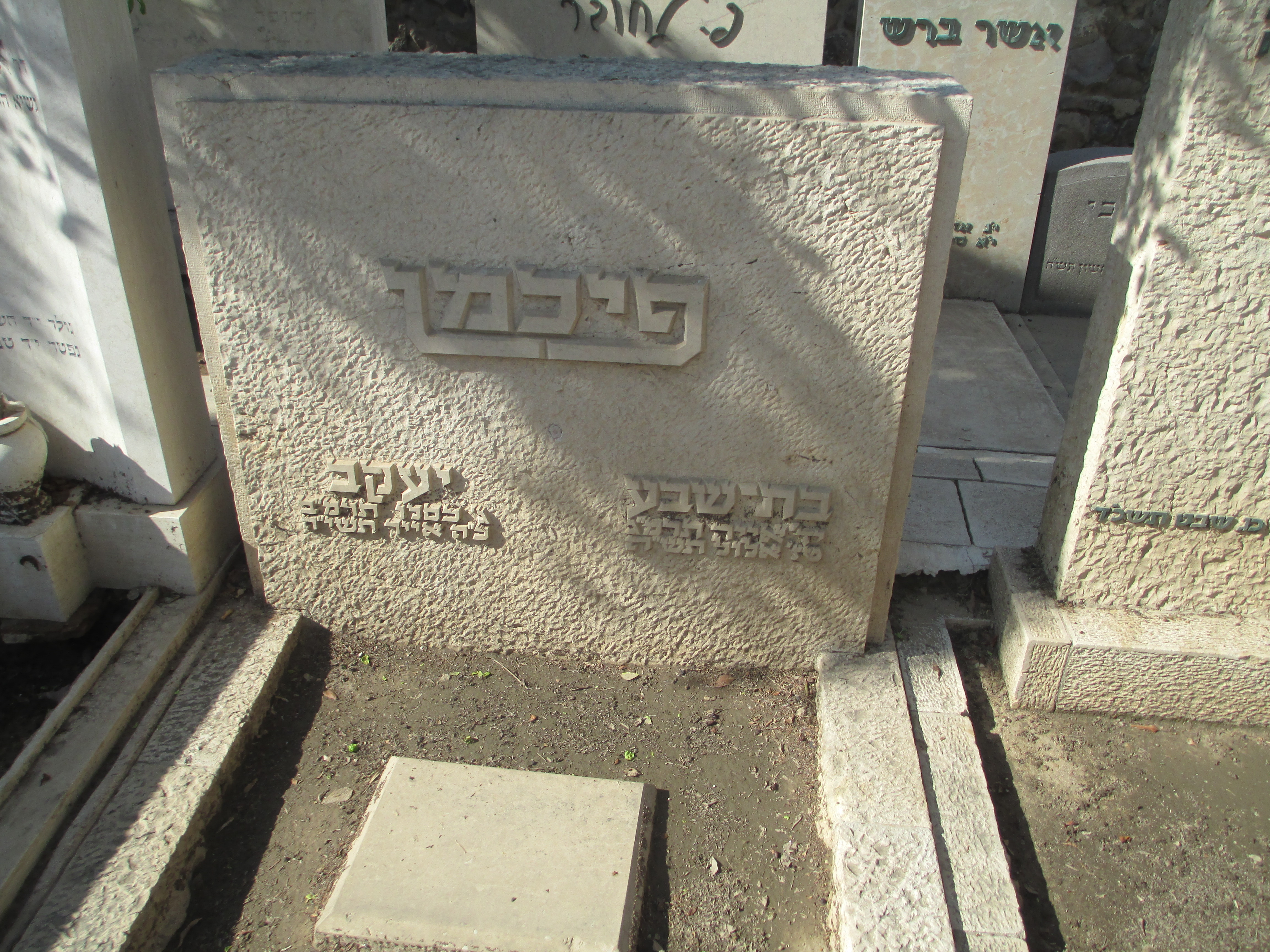
Tumba de Yaakov y Bat Sheva Fichman en el cementerio Trumpeldor

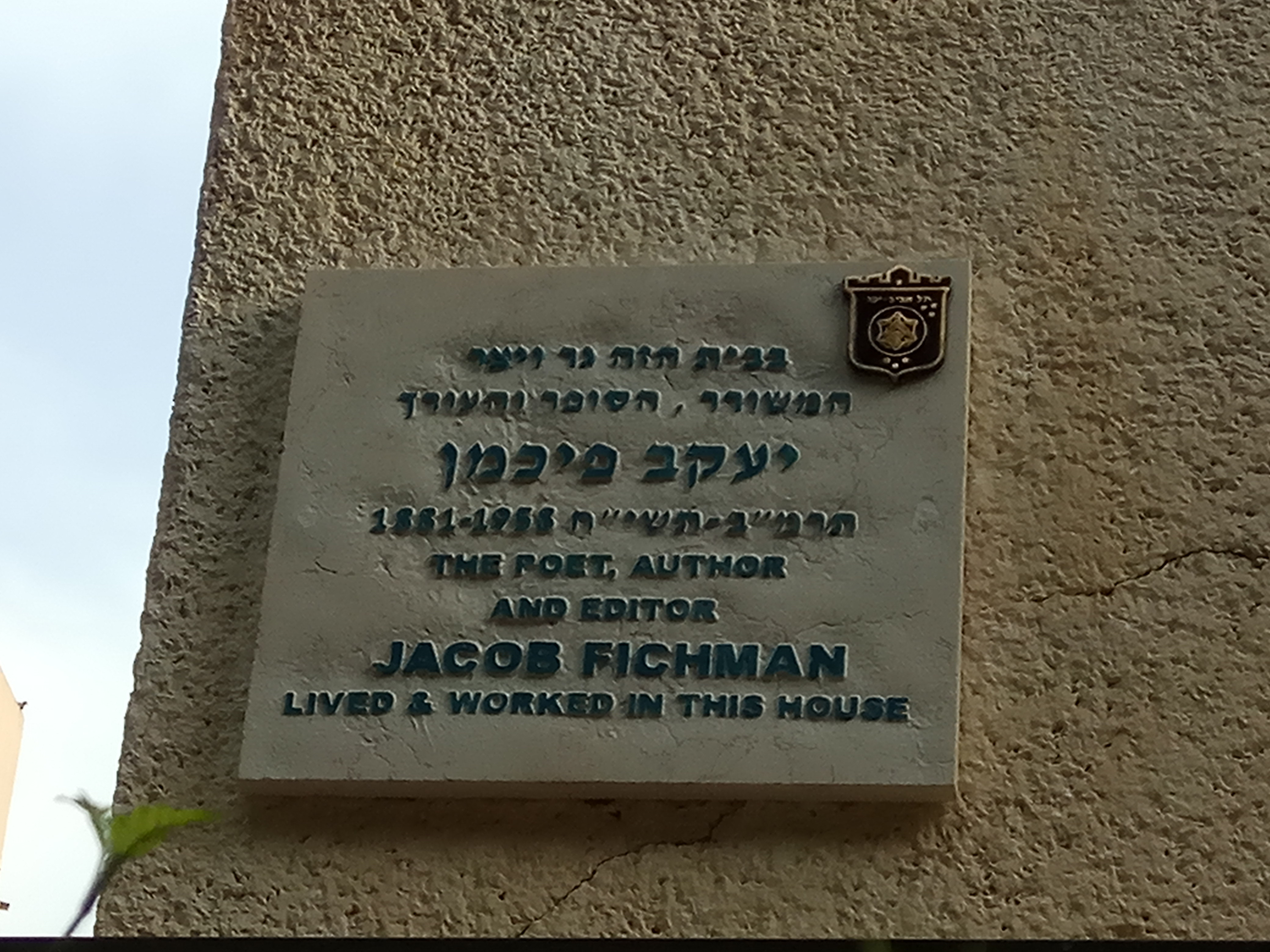
Placa conmemorativa a Yaakov Fichman

Yaakov Fichman (en hebreo: יעקב פיכמן‎); (Bălți, Imperio ruso, 25 de noviembre de 1881 – Tel Aviv, Israel, 18 de mayo de 1958), fue un aclamado poeta, traductor, ensayista y crítico literario israelí. Fue galardonado con el Premio Israel de Literatura en 1957.

## Biografía
Fichman nació en Bălți, Besarabia, Imperio ruso en 1881. Inicialmente emigró a Eretz Israel bajo dominio otomano en 1912, pero regresó temporalmente a Europa, quedando allí varado hasta después de la Primera Guerra Mundial, no pudiendo regresar a Israel sino hasta 1919, donde murió en 1958.
La poesía de Fichman siguió un estilo romántico lírico tradicional. Su trasfondo poético se refleja en sus obras en prosa, que a veces se consideraban casi obras de poesía en sí mismas. Su otro trabajo incluyó libros de texto, artículos en publicaciones periódicas e introducciones en antologías literarias. Sus ensayos críticos se centraron en gran medida en la vida de los autores en lugar de centrarse directamente en su trabajo, dando al lector una visión holística del autor y la obra.

## Premios
- En 1945, Fichman recibió el Premio Bialik por su libro de poesía "Pe'at Sadeh" ("Un rincón de un campo"),[3] publicado en 1943.
- En 1953, Fichman volvió a recibir el Premio Bialik, esta vez por varias de sus obras.[3]
- En 1957, Fichman recibió el Premio Israel de literatura.[4]

## Otras lecturas
- El poema hebreo moderno en sí mismo (2003),ISBN 0-8143-2485-1
- Historia de la literatura judía 1930 (1941),ISBN 0-7661-4372-4